# انجمن ملی نویسندگان علوم آمریکا
انجمن ملی نویسندگان علوم آمریکا (انگلیسی: National Association of Science Writers) در سال ۱۹۳۴ توسط یک دوجین روزنامه‌نگار و گزارشگران در شهر نیویورک ایجاد شد. هدف این سازمان بهبود صنعت روزنامه‌نگاری علمی و ترویج گزارش علمی خوب بود.
در ژوئن ۱۹۳۴، جان جی. اونیل، ویلیام ال. لاورنس، هاوارد دبلیو. بلیکزلی، گوبیند بهاری لال و دیوید دیتز انجمن ملی نویسندگان علوم آمریکا را به عنوان انجمن مطبوعاتی با دیوید دیتز به عنوان رئیس آن تشکیل دادند. چند نفر دیگر نیز به انجمن پیوستند. این انجمن در سال ۱۹۵۵ ادغام شد و متعهد شد که «توسعه اطلاعات دقیق در مورد علم را از طریق تمام رسانه‌هایی که معمولاً برای اطلاع‌رسانی به مردم اختصاص داده می‌شود، ترویج کند». رهبران انجمن برای اکثر روزنامه‌ها، سرویس‌های سیمی، مجلات و رادیو و تلویزیون‌های ایالات متحده به‌صورت آزاد و خبرنگاران کارمند بوده‌اند.
در ۲۹ سپتامبر ۲۰۰۷، این سازمان ۲۵۴۹ عضو را گزارش داد و ادعا کرد که بزرگ‌ترین سازمان نویسندگان علم در جهان است.
از سال ۱۹۷۲، این سازمان هر سال جوایز روزنامه‌نگاری علم در جامعه را برگزار می‌کند تا «به‌عنوان قدردانی - بدون یارانه از طرف هیچ‌گونه علاقه حرفه‌ای یا تجاری - برای گزارش‌های تحقیقی یا تفسیری در مورد علوم و تأثیر آنها بر جامعه» به رسمیت شناخته شود. این سازمان اعطای جوایز را در چهار دسته کتاب، تفسیر و نظر، گزارش علمی و گزارش علمی با تمرکز محلی یا منطقه ای در نظر می‌گیرد.